# Maya (botanica)
Maya è una cultivar di mango originaria dello stato d'Israele.
Sia questa cultivar che la cultivar Nimrod sono semenzali provenienti dalla stessa pianta madre.